# Russellville (Kentucky)
Russellville è un comune (city) degli Stati Uniti, nella contea di Logan, nello Stato del Kentucky.

## Geografia fisica
Le coordinate geografiche di Russellville sono 36°50′33″N 86°53′34″W (36.842601, -86.892661). Le città più vicine sono: Lewisburg, Elkton, Allensville, Adairville e Auburn. La città ha una superficie di 27,6 km² ed è situata a 181 m s.l.m.

## Società

### Evoluzione demografica
Secondo il censimento del 2000, Russellville contava 7.154 abitanti e 1.973 famiglie residenti nella città. La densità di popolazione era di 259,20 abitanti per chilometro quadrato. Le unità abitative erano 3.458, con una media di 125,28 per chilometro quadrato. La divisione razziale contava il 78,64% di bianchi, il 18,62% di afroamericani, lo 0,39% di nativi americani, lo 0,36% di asiatici e lo 0,57% di altre razze. Gli ispanici e i latini erano l'1,58% della popolazione residente.
- 1850: 1.272 ab.
- 1860: 1.089 ab.
- 1870: 1.843 ab.
- 1880: 2.058 ab.
- 1890: 2.258 ab.
- 1900: 2.591 ab.
- 1910: 3.111 ab.
- 1920: 3.124 ab.
- 1930: 3.297 ab.
- 1940: 3.983 ab.
- 1950: 4.529 ab.
- 1960: 5.861 ab.
- 1970: 6.456 ab.
- 1980: 7.520 ab.
- 1990: 7.454 ab.
- 2000: 7.154 ab.
- 2010: 7.960 ab.